# 伊藤みゆき
伊藤 みゆき（いとう みゆき、1970年1月8日 - ）は、NHKの気象情報（ラジオ）番組に出演する気象予報士。

## 人物
埼玉県さいたま市岩槻区（旧岩槻市）出身。血液型B型。身長164cm。聖心女子大学教育学科卒業。証券会社勤務を経て、1997年10月に気象予報士資格を取得。日本テレビのCS放送NNN24（現：日テレNEWS24）スタート時に気象キャスターデビュー。その後、日本気象協会で10余年気象解説の経験を積み、2011年からウイングへ移籍。今後の天気予報を五・七・五で表すのが特徴である。防災士研修センターにて研修講師を担当する。2024年4月からフリーランス。

## 現在の担当番組
- NHKきょうのニュース - NHKラジオ第1放送（土日祝、2024年4月6日〜）18時50分関東甲信越ローカル枠も担当。[2]

## 過去の担当番組
- NNN24（1998年〜1999年）
- ラジオビタミン（平日） - NHKラジオ第1（2008年3月31日〜2012年3月19日）
- ラジオあさいちばん（月〜金） - NHKラジオ第1（〜2015年3月27日）
- NHKマイあさラジオ - NHKラジオ第1（月〜金、2015年3月30日〜2017年3月31日）
- NHKきょうのニュース - NHKラジオ第1（平日、2017年4月3日～2019年3月29日）
- NHKジャーナル - NHKラジオ第1（平日、2017年4月3日～2019年3月29日）
- お天気ヒットパレード - NHKラジオ第1（祝日、年3回の放送、メインDJ担当）
- すっぴん! - NHKラジオ第1（月〜金、2012年4月2日〜2017年3月17日）
- マイあさ! -  NHKラジオ第1（月〜金、2019年4月1日～ 2024年3月29日）